# Сыщик без лицензии
«Сыщик без лицензии» — детективный телесериал по произведениям писателя Ч. Абдуллаева, созданный в 2003 году режиссёрами В. Усковым и В. Краснопольским. Премьерный показ сериала состоялся в августе 2003 года на «Первом канале» российского телевидения, повторы шли на этом же канале в 2005 году, на русскоязычном международном канале RTVi в конце лета—начале осени 2004 года.

## Сюжет
Сериал включает пять фильмов, каждый из которых экранизирует произведение Ч. Абдуллаева и состоит из двух серий. Фильмы объединяют один главный герой — Руслан Дронов (Анатолий Лобоцкий), бывший следователь прокуратуры, выступающий в роли частного детектива, а также его помощник Глеб Борисов (Александр Цуркан).
Фильм первый «Рассудок маньяка»
В академическом институте убита одна из сотрудниц. ФСБ арестовывает охранника, который нашёл тело. Однако, директор института, академик Архипов (Альберт Филозов) не верит в его причастность к преступлению и обращается к Руслану Дронову (Анатолий Лобоцкий) с просьбой помочь раскрыть преступление.
Фильм второй «Допустимая погрешность»
У бизнесмена Бориса Ратушинского (Всеволод Шиловский) выкрадывают и опубликовывают компрометирующие документы. Ратушинский уверен, что к похищению причастен кто-то из близких и обращается за помощью к Дронову, а не в полицию.
Фильм третий «Окончательный диагноз»
На правительственной даче застрелен академик, бывший вице-премьер правительства. К Дронову обращается один из руководителей службы охраны Президента (Юрий Стосков) с просьбой расследовать убийство.
Фильм четвёртый «Стиль подлеца»
В гостиничном номере убита любовница крупного бизнесмена Александра Рюмина (Борис Химичев), который получает видеозапись, уличающую его в убийстве. Рюмин обращается к Дронову с просьбой доказать его невиновность.
Фильм пятый «Однажды в юбилей»
На тайной квартире бизнесмена Халуповича (Валентин Смирнитский) найдена мёртвой его домработница, которая отравилась мартини. Халупович уверен, что отравить хотели его, так как он любит пить мартини, и обращается к Дронову.

## Съёмочная группа
- Режиссёры: Валерий Усков, Владимир Краснопольский[3]
- Сценарий: Чингиз Абдуллаев, Елена Караваешникова
- Продюсер: Юрий Мацюк
- Операторы: Тимур Зельма, Виктор Якушев
- Художник: Юрий Трофимов
- Композитор: Владимир Комаров

Помимо Анатолия Лобоцкого, Всеволода Шиловского, Валентина Смирнитского и Бориса Химичева в сериале также снимались такие известные актрисы, как Анжелика Вольская и Ирина Ефремова.

## Отзывы
Российский искусствовед, критик Александр Брагинский отмечал:

Напуганные «ужастиками» на дециметровых каналах, где особенно старается «первый развлекательный» СТС, а за ним наперегонки мчится ТВ-3 (поистине безжалостные люди работают на этих каналах!), и справившись с мурашками на своем бренном телезрители, наверное, с приятностью посмотрели на «Первом канале» «Сыщика без лицензии» о российском Шерлоке Холмсе Руслане Дронове (в его роли выступил Анатолий Лобоцкий). Умница-Дронов, несомненно, сумел удержать зрителей в течение десяти вечеров у экрана.